# Route nationale 3 (Madagaskar)
Route nationale 3 (N3) –  utwardzona droga krajowa o długości 91 km, biegnąca na terenie Madagaskaru. Zaczyna się w Antananarywie, w centrum kraju, po czym biegnie w kierunku północnym, przez teren miasta Anjozorobe. Magistrala kończy się w pobliżu jeziora Alaotra.